# Dimitrios Konstantopoulos
Dimitrios Konstantopoulos (Grieks: Δημήτριος Κωνσταντόπουλος) (Thessaloniki, 29 november 1978) is een Grieks voormalig voetballer die speelde als doelman. Tussen 1996 en 2021 was hij actief voor Kalamata, Egaleo, opnieuw Kalamata, Farense, Hartlepool United, Coventry City, Nottingham Forest, Swansea City, Cardiff City, PAE Kerkyra, AEK Athene, Middlesbrough, opnieuw Hartlepool United en Thornaby. Konstantopoulos maakte in 2011 zijn debuut in het Grieks voetbalelftal.

## Clubcarrière
Konstantopoulos vertrok in 2003 naar Engeland, namelijk naar Hartlepool United. Daarna vertrok hij naar Coventry City, dat hem verhuurde aan Nottingham Forest, Swansea City en Cardiff City. In 2010 vertrok hij weer terug naar Griekenland, waar hij voor PAE Kerkyra en AEK Athene. In de zomer van 2013 trok Middlesbrough hem aan. Eind 2019 keerde hij nog kort terug bij Hartlepool United. In augustus 2020 tekende de doelman voor Thornaby. Na een jaar zette Konstantopoulos op tweeënveertigjarige leeftijd een punt achter zijn actieve loopbaan.

## Interlandcarrière
Konstantopoulos debuteerde op 4 juni 2011 in het Grieks voetbalelftal. Op die dag werd er met 3–1 gewonnen van Malta. De doelman mocht van bondscoach Fernando Santos in de basis beginnen en hij speelde het gehele duel mee. De andere debutant dit duel was Kyriakos Papadopoulos (Schalke 04).
| Interlands van Dimitrios Konstantopoulos voor Griekenland | Interlands van Dimitrios Konstantopoulos voor Griekenland | Interlands van Dimitrios Konstantopoulos voor Griekenland | Interlands van Dimitrios Konstantopoulos voor Griekenland | Interlands van Dimitrios Konstantopoulos voor Griekenland | Interlands van Dimitrios Konstantopoulos voor Griekenland | Interlands van Dimitrios Konstantopoulos voor Griekenland |
| №                                                         | Datum                                                     | Wedstrijd                                                 | Uitslag                                                   | Competitie                                                | Goals                                                     |                                                           |
| Als speler bij PAE Kerkyra                                | Als speler bij PAE Kerkyra                                | Als speler bij PAE Kerkyra                                | Als speler bij PAE Kerkyra                                | Als speler bij PAE Kerkyra                                | Als speler bij PAE Kerkyra                                | Als speler bij PAE Kerkyra                                |
| --------------------------------------------------------- | --------------------------------------------------------- | --------------------------------------------------------- | --------------------------------------------------------- | --------------------------------------------------------- | --------------------------------------------------------- | --------------------------------------------------------- |
| 1                                                         | 4 juni 2011                                               | Griekenland – Malta                                       | 3 – 1                                                     | EK 2012 kwalificatie                                      |                                                           |                                                           |